# Nathan Homer Knorr

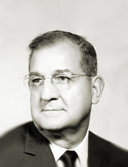
Nathan H. Knorr (1905–1977)

Nathan Homer Knorr (* 23. April 1905 in Bethlehem, Pennsylvania; † 8. Juni 1977) war US-amerikanischer Nachfolger von Joseph Franklin Rutherford als Präsident der Watch Tower Bible And Tract Society of Pennsylvania der Zeugen Jehovas.

## Leben
Knorr wuchs als Sohn von Donel Ellsworth und Estella Blass Knorr in Allentown (Pennsylvania) auf und wurde als Angehöriger einer Reformierten Kirche erzogen. Im Alter von 16 Jahren begann er sich für die Zeugen Jehovas (damaliger Name: Bibelforscher) zu interessieren. 1922 trat er aus der Reformierten Kirche aus, wurde 1923 als Zeuge Jehovas getauft und begann im selben Jahr seine Mitarbeit in der Weltzentrale der Zeugen Jehovas in New York. Ab 1932 leitete er die dortige Druckerei. 1940 wurde er Vizepräsident der Watch Tower Society.
Am 13. Januar 1942 wurde er nach dem Tode Rutherfords zu dessen Nachfolger als Präsident der Watch Tower Society gewählt. Insbesondere in den ersten Jahren seiner Amtszeit war er bekannt für seine häufigen Reisen, bei denen er Gruppen von Zeugen Jehovas in der ganzen Welt besuchte.
In Knorrs Amtszeit wurden verschiedene organisatorische Veränderungen der Zeugen Jehovas durchgeführt, die bis heute das Gesicht dieser Religionsgemeinschaft prägen. So wurde 1943 die theokratische Predigtdienstschule (unter dem damaligen Namen „Kurs im theokratischen Dienstamt“) als wöchentlich stattfindender Kurs eingeführt, um den einzelnen Zeugen Jehovas zu helfen, ihren Glauben anderen selbstständig darzulegen. Im gleichen Jahr wurde auch eine Schule für Missionare unter dem Namen „Wachtturm-Bibelschule Gilead“ eröffnet. Später kamen weitere Schulungskurse für Zeugen Jehovas mit besonderen Aufgaben innerhalb der religiösen Organisation (wie z. B. Älteste, Dienstamtgehilfen, allgemeine Pioniere) hinzu.
1946 initiierte er die Arbeiten an der Neuen-Welt-Übersetzung, die seit ihrer Herausgabe von Zeugen Jehovas bevorzugt verwendet wird. In Knorrs Amtszeit entstanden auch einige Lehren, wie die Ablehnung von Bluttransfusionen, die teilweise bis heute von Zeugen Jehovas befolgt werden.
Anfang der 1970er Jahre wurde die Leitung der Ortsgemeinden reformiert. Von da an wurde die Gemeindeleitung durch ein Kollegium gleichberechtigter „Ältester“ wahrgenommen, die sogenannte Ältestenschaft. Dieses Prinzip wurde im Laufe der nächsten Jahre auch auf die Leitung der nationalen und weltweiten Ebene übertragen. Unter seiner Amtszeit wurden auch die ersten Schritte unternommen, die geistliche Leitung der Zeugen Jehovas von der administrativen Leitung der verschiedenen Organisationen zu trennen; diese Entwicklung fand ihren Abschluss im Jahre 2000, als die letzten Glieder der „leitenden Körperschaft“ der Zeugen Jehovas ihre Ämter in der Wachtturmgesellschaft aufgaben.
Am 31. Januar 1953 heiratete er Audrey Mock. Knorr erlag 1977 einem Gehirntumor. Ein Nachruf erschien im Wachtturm vom 1. September 1977, S. 544.